# Mistrzostwa Świata w Pięcioboju Nowoczesnym 1949
Mistrzostwa Świata w Pięcioboju Nowoczesnym 1949 – 1. edycja mistrzostw odbyła się w Sztokholmie.

## Klasyfikacja medalowa
| Lp. | Państwo    | złoto | srebro | brąz | Razem |
| --- | ---------- | ----- | ------ | ---- | ----- |
| 1   | Szwecja    | 2     | -      | -    | 2     |
| 2   | Finlandia  | -     | 2      | 1    | 3     |
| 3   | Szwajcaria | -     | -      | 1    | 1     |

## Medaliści

### Mężczyźni
| Złoto                                               | Srebro                                                    | Brąz                                                       |
| Indywidualnie                                       |                                                           |                                                            |
| Tage Bjurfeldt                                      | Lauri Vilkko                                              | Viktor Platan                                              |
| Drużynowo                                           |                                                           |                                                            |
| Szwecja · Lars Hall · Tage Bjurfeldt · Gösta Gärdin | Finlandia · Olavi Salminen · Lauri Vilkko · Victor Platan | Szwajcaria · Franz Hegner · Bernhard König · Werner Schmid |